# Casablanca-Marathon
Der Casablanca-Marathon (offizieller Name Grand Marathon International de Casablanca) ist ein Marathon, der seit 2008 in Casablanca stattfindet. Er wird von der Region Grand Casablanca, dem Jugend- und Sportministerium, dem marokkanischen Leichtathletikverband, der Stadt Casablanca und der regionalen Leichtathletikliga organisiert. 2010 wurde das Programm durch einen Halbmarathon ergänzt.

## Geschichte
Bereits seit 1997 wurde ein Marathon in Casablanca ausgetragen. Die von Organisationsmängeln wie etwa fehlerhaften Streckenvermessungen überschattete Veranstaltung fand mit Ausnahme von 2001 jährlich statt und wurde 2006 eingestellt. Folgende Athleten siegten bei diesem Rennen:
| Datum         | Männer             | Nation  | Zeit    | Frauen                  | Nation   | Zeit    |
| ------------- | ------------------ | ------- | ------- | ----------------------- | -------- | ------- |
| 12. März 2006 | Khalid El Boumlili | Marokko | 2:13:01 | Helena Loshanyang Kirop | Kenia    | 2:34:43 |
| 13. März 2005 | Amos Tirop Matui   | Kenia   | 2:14:34 | Esther Saina            | Kenia    | 2:39:59 |
| 14. März 2004 | John Rono          | Kenia   | ---     | Hafida Narmouch -2-     | Marokko  | ---     |
| 16. März 2003 | Benjamin Itok      | Kenia   | 2:10:58 | Hafida Narmouch         | Marokko  | 2:48:11 |
| 6. Jan. 2002  | Rachid Ghanmouni   | Marokko | 2:12:21 | Marina Iwanowa          | Russland | 2:57:57 |
| 12. Nov. 2000 | Mytahar Echchadi   | Marokko | 2:14:22 | ???                     | ???      | ???     |
| 28. Nov. 1999 | Boubker El Afoui   | Marokko | 2:10:44 | Krystyna Pieczulis -2-  | Polen    | 2:41:36 |
| 29. Nov. 1998 | Grzegorz Głogosz   | Polen   | 2:13:37 | Krystyna Pieczulis      | Polen    | 2:49:37 |
| 30. Nov. 1997 | El Mostafa Damaoui | Marokko | 2:13:12 | ???                     | ???      | ???     |

## Strecke
Der Kurs besteht aus zwei verschiedenen Runden gleicher Länge. Start und Ziel ist jeweils an der Kreuzung des Boulevard de Paris mit dem Boulevard Hassan II, auf dem zunächst in Richtung Süden gelaufen wird. In der ersten Runde biegt man nach drei Kilometern rechts in den Boulevard Gandhi ab und erreicht nach 12 km den Atlantischen Ozean. Dort folgt man dem Ufer ostwärts, an der Hassan-II.-Moschee vorbei bis zum Hafen. Nach einer kurzen Schleife kehrt man zum Ausgangspunkt zurück, um die zweite Runde zu beginnen.
Die zweite Runde führt auf direktem Weg nach Ain Diab. Nach sechs Kilometern biegt man in den Boulevard de l’Océan Atlantique ein, dem man bis zu einem Wendepunkt vier Kilometer westwärts folgt. Bei der Rückkehr wird eine Schleife über die Corniche absolviert, bevor es weiter ostwärts auf die Strecke der ersten Runde geht und zum zweiten Mal die Hassan-II.-Moschee erreicht wird. Dort biegt man diesmal direkt zum Ziel ab. Der Halbmarathonkurs ist identisch mit der zweiten Runde des Marathons.

## Statistik

### Streckenrekorde
- Männer: 2:08:55 h, Milton Rotich (KEN), 2013
- Frauen: 2:31:03 h, Alem Mokonnin (ETH), 2015

### Siegerliste
| Datum         | Männer                      | Nation    | Zeit    | Frauen              | Nation    | Zeit    |
| ------------- | --------------------------- | --------- | ------- | ------------------- | --------- | ------- |
| 29. Okt. 2023 |                             |           |         |                     |           |         |
| 6. Okt. 2019  |                             |           |         |                     |           |         |
| 29. Okt. 2017 |                             |           |         |                     |           |         |
| 23. Okt. 2016 |                             |           |         |                     |           |         |
| 25. Okt. 2015 | Jonathan Yego Kiptoo        | Kenia     | 2:10:42 | Alem Mokonnin       | Äthiopien | 2:31:03 |
| 26. Okt. 2014 | Philemon Rotich             | Kenia     | 2:10:19 | Sara Kiptoo         | Kenia     | 2:35:22 |
| 27. Okt. 2013 | Milton Rotich               | Kenia     | 2:08:55 | Taye Gulilat        | Äthiopien | 2:34:46 |
| 21. Okt. 2012 | Laalaui Charkaui            | Marokko   | 2:18:42 | Meriem Khali        | Marokko   | 2:54:25 |
| 23. Okt. 2011 | Abdelaziz Ennaji El Idrissi | Marokko   | 2:12:55 | Wudnesh Nega Debele | Äthiopien | 2:50:05 |
| 24. Okt. 2010 | Shume Gerbaba               | Äthiopien | 2:09:03 | Yeshimebet Tadesse  | Äthiopien | 2:31:10 |
| 25. Okt. 2009 | Hillary Kipchumba           | Kenia     | 2:12:37 | Amane Seid          | Äthiopien | 2:34:32 |
| 26. Okt. 2008 | Adil Annani                 | Marokko   | 2:12:03 | Kaori Yoshida       | Japan     | 2:31:44 |